# Alloteropsis
Alloteropsis là một chi thực vật có hoa trong họ Hòa thảo (Poaceae).

## Loài
Chi Alloteropsis gồm các loài: